# Maximum RocknRoll
Maximum RocknRoll is het eerste verzamelalbum van de Amerikaanse punkband NOFX, uitgegeven op 1 januari 1992 op Mystic Records. Het album bevat nummers uit het beginstadium van de band. Het album werd uitgegeven op lp, cd en cassette. De cassette versie kreeg de naam E is for Everything. Op elke van deze drie versies staat dezelfde tracklist.

## Nummers
1. "Live Your Life" - 2:21
2. "My Friends" - 2:17
3. "Six Pack Girls" - 0:35
4. "Bang Gang" - 1:31
5. "Hit It" - 1:53
6. "Hold It Back" - 1:15
7. "ID" - 2:00
8. "Cops and Donuts" - 2:08
9. "Iron Man" - 4:44
10. "Shitting Bricks" - 1:55
11. "Mom's Rules" - 1:15
12. "On My Mind" - 1:34
13. "White Bread" - 1:48
14. "Lager in the Dark" - 0:35
15. "Too Mixed Up" - 2:26
16. "Drain Bramaged" - 0:41
17. "Bob Turkee" - 2:09
18. "No Problems" - 1:12
19. "Memories" - 0:55
20. "Beast Within" - 0:56
21. "Instrumental" - 2:36
22. "Ant Attack" - 0:46